# Maria Magnólia Figueiredo
Maria Magnólia Figueiredo, född 11 november 1963, är en friidrottare från Brasilien. Hon deltog vid olympiska sommarspelen 1988, olympiska sommarspelen 1996 och olympiska sommarspelen 2004.